# Лактионова, Галина Михайловна
Лактионова Галина Михайловна (7 июля 1952, Киев — 25 декабря 2016, Киев) — кандидат философских наук (1990), доктор педагогических наук (2000), профессор (2011); Заслуженный работник образования Украины (2002).

## Биография
Родилась 7 июля 1952 года в Киеве в семье военнослужащего.
Окончила физико-математический класс СШ № 173, музыкальную школу по классу аккордеона, Киевский университет им. Т. Г. Шевченко, аспирантуру Академии общественных наук (Москва).
Работала техником института УкрДнепросельхоз (1972), старшей пионервожатой средней школы № 85, методистом Дома пионеров (1972—1974), заместителем директора по инструктивно-методической работе Дворца пионеров Киева, на комсомольской и партийной работе (1974—1987), ученый секретарь Украинского НИИ проблем молодежи, Заместитель директора Государственной социальной службы для семьи, детей и молодежи.
Подготовила 186 научных работ по социальной педагогике, гендерному просвещению, правам детей, семейному воспитанию, участвовала в подготовке энциклопедии для работников социальной сферы.
С 1994 года президент клуба «Спивуча родина» при киевском Доме Учителя (директор Мельник Лариса Федоровна)
Награждена орденом «Знак Почета» (1982), медалью «В память 1500-летия Киева».
Супруг - футзальный функционер Владимир Иванович Братусь.
Галина Михайловна скончалась 25 декабря 2016 года в Киеве.